# Opakowanie transportowe
Opakowanie transportowe – opakowanie służące do transportu produktów w opakowaniach jednostkowych lub zbiorczych w celu zapobiegania uszkodzeniom produktów.